# Новорыбацкое
Новорыба́цкое (укр. Новорибацьке, крымскотат. Novorıbatskoye, Новорыбацкое) — село в Красноперекопском районе Республики Крым, входит в состав Ишуньского сельского поселения (согласно административно-территориальному делению Украины — Ишуньского сельского совета Автономной Республики Крым).

## Население
| 2001 | 2014 |
| ---- | ---- |
| 119  | ↘105 |

Всеукраинская перепись 2001 года показала следующее распределение по носителям языка
| Язык       | Процент |
| ---------- | ------- |
| русский    | 57.14   |
| украинский | 42.02   |

## Современное состояние
На 2017 год в Новорыбацком числится 3 улицы; на 2009 год, по данным сельсовета, село занимало площадь 38,8 гектара, на которой в 41 дворе проживало 112 человек.

## География
Новорыбацкое расположено в центре района, у устья рек Воронцовки и Чатырлыка, высота центра села над уровнем моря — 4 м. Ближайшие населённые пункты — Ишунь в 3 км на восток и райцентр Красноперекопск в 9 километрах (по шоссе) на север, там же ближайшая железнодорожная станция — Красноперекопск (на линии Джанкой — Армянск). Транспортное сообщение осуществляется по региональной автодороге 35Н-280 Красноперекопск — Рыбхоз (по украинской классификации — С-0-10709).
Новорыбацкое создано 2 октября 1989 года, когда было издано постановление Верховной Рады Украины о присвоении новому населённому пункту названия и статуса посёлок Новорыбацкое. С 12 февраля 1991 года село в восстановленной Крымской АССР, 26 февраля 1992 года переименованной в Автономную Республику Крым. С 21 марта 2014 года село в составе Республики Крым России.